# Achimenes saxicola
Achimenes saxicola là một loài thực vật có hoa trong họ Tai voi. Loài này được (Brandegee) C.V.Morton mô tả khoa học đầu tiên năm 1936.